# William Kerr, V marchese di Lothian
William Kerr, V marchese di Lothian (13 marzo 1737 – 4 gennaio 1815), è stato un nobile scozzese.

## Biografia
Era il figlio di William Kerr, IV marchese di Lothian, e di sua moglie, Lady Caroline Darcy.

## Carriera
Si guadagnò il grado di maggior generale nel 1777. Fu colonnello del 1º Reggimento di cavalleria tra il 1777 e il 1789. Ha acquisito il grado di tenente generale nel 1782. Si guadagnò il grado di Generale nel 1796. Fu colonnello dell'11º Reggimento degli ussari il 1798 e il 1813.
Nel 1776 venne nominato cavaliere del Cardo.

## Matrimonio
Sposò, il 15 luglio 1762, Elizabeth Fortescue, figlia di Chichester Fortescue di Dromisken, e di Elizabeth Wesley. Ebbero nove figli:
- William Kerr, VI marchese di Lothian (4 ottobre 1763-27 aprile 1824)
- Lady Elizabeth Kerr (2 settembre 1765-13 agosto 1822), sposò John Dormer, X barone di Dormer, non ebbero figli;
- Lady Caroline Sidney Kerr (8 settembre 1766-24 gennaio 1829);
- Lady Mary Kerr (5 dicembre 1767-6 febbraio 1791), sposò il generale Frederick St. John, ebbero un figlio;
- Lady Louisa Kerr (30 novembre 1768-23 giugno 1819), sposò Arthur Atherley, ebbero sette figli;
- Lady Harriet Kerr (12 ottobre 1770);
- Lord Charles Beauchamp Kerr (19 luglio 1775-2 marzo 1816), sposò Elizabeth Crump, ebbero otto figli;
- Lord Mark Robert Kerr (12 novembre 1776-9 settembre 1840), sposò Charlotte MacDonnell, ebbero dieci figli;
- Lord Robert Kerr (14 settembre 1780-23 giugno 1843), sposò Mary Gilbert, ebbero sette figli.

## Morte
Morì il 4 gennaio 1815.